# Larínum
Larínum (grec antic: Λαρινον) era una ciutat important situada al nord de la Pulla, a uns 25 km de la costa una mica al sud del riu Larínum. Claudi Ptolemeu diu que pertanyia al país dels frentans però d'altres fonts la situen a la Pulla. Plini el Vell parla dels larinates i diu que eren una tribu dels frentans, però els situa clarament a Larinum, a la Pulla i no a la Regio Frentana, que segons ell comença més enllà del Tifernus. Pomponi Mela diu el mateix que Plini, i Estrabó, estranyament, no menciona la ciutat.
Juli Cèsar separa la ciutat de Larínum tant dels frentans com de la Pulla, i el mateix diu Titus Livi, i per això es pensa que Larínum va ser un territori independent d'una certa extensió, que els geògrafs van assignar als territoris del nord i del sud. La divisió del territori que va fer August va incloure la ciutat a la Pulla, però més tard Constantí el Gran va canviar el límit i al Liber Coloniarum apareix com ciutat del Samni al que també van ser agregats els frentans.
No es coneix res d'aquesta ciutat durant les guerres samnites, quan la veïna Lucèria en va ser una de les ciutats protagonistes, i es creu que tenia bones relacions amb Roma. Segurament va passar de país amic a territori subordinat als romans de forma imperceptible cap al final de la tercera guerra samnita.
Durant la Segona Guerra Púnica va ser part del teatre d'operacions entre romans i cartaginesos. L'any 217 aC a Gerúnium, prop de Larínum, Hanníbal hi va establir els seus quarters d'hivern, i Quint Fabi Màxim Berrugós ho va fer a Calela per controlar les seves accions. A la rodalia de Larínum es va lliurar una batalla dirigida pel magister equitum Marc Minuci Rufus. Rufus es va enfrontar amb impaciència en una batalla contra Hanníbal i va ser derrotat i les seves tropes es van salvar únicament per l'oportuna arribada de Fabi Màxim, segons expliquen Polibi i Titus Livi. L'any 207 aC el pretor Gai Hostili Cató va atacar a l'exèrcit d'Hanníbal vora la ciutat. Els cartaginesos van sofrir greus pèrdues. Poc després, la ciutat torna a ser esmentada quan la va travessar el cònsol Gai Claudi Neró mentre es dirigia a lluitar contra Asdrúbal a la batalla del Metaure.
A la guerra social (90 aC) els larinates es van unir als frentans en la revolta contra Roma. El pretor Gai Cosconi va assolar el seu territori l'any 89 aC, després de la victòria de Canusium sobre el cap samnita Trebaci. Sota Juli Cèsar va rebre una colònia romana però va conservar el rang de municipi.
Havia de ser una ciutat important, ja que Ciceró en fa una descripció, i parla dels magistrats locals, del seu senat, dels arxius públic, de les oficines administratives i del govern municipal, quan fa la defensa d'Aulus Cluenci Habit el jove. Apareix encara mencionada als Itineraris del segle iv, a l'Itinerari d'Antoní i a la Taula de Peutinger. Al segle vii era la seu d'un bisbe.
L'any 842 els sarraïns la van destruir i va quedar despoblada. Els seus habitants van fundar la moderna Larino a menys de dos km. a l'oest de l'antiga ciutat, que es va dir Larino Vecchio. Les seves ruïnes encara es conserven a la cimera del turó Monterone a uns 5 km a sud del Biferno (Tifernus) on es poden veure restes i fragments de les muralles, una porta, l'amfiteatre, un edifici anomenat Il Palazzo, possiblement el senat, i altres edificis i restes menors.
El seu antic territori anava entre el riu Tifernus i el Frentus (Fortore), i fins a la mar. Segons Plini el Vell, la ciutat de Cliternia era una dependència de Larínum. Teanum, que era al sud del Frentus o Frento (a la seva riba) era un municipi separat.